# Тронская, Мария Лазаревна
Мари́я Ла́заревна Тро́нская (урождённая Гурфинкель, в замужестве Троцкая, затем Тронская; 31 декабря 1896 (12 января 1897), Москва — 1987, Ленинград) — советский и российский литературовед. Доктор филологических наук, профессор. Исследователь немецкой литературы нового и новейшего времени.

## Биография
Родилась 31 декабря 1896 года (12 января 1897 года) в Москве, была старшей из трёх дочерей практикующего московского, а затем одесского врача Лазаря Моисеевича Гурфинкеля (1861—?). Сестра  театроведа и литературоведа Нины Лазаревны Гурфинкель (1898—1984) и писательницы Жюльетты Лазаревны Гурфинкель (в замужеств Пугач, 1903—1950), публиковавшейся под псевдонимом Juliette Pary.
В 1917 году окончила словесно-исторический факультет Бестужевских курсов. Уже в это время германистика наметилась как основная область ее научных интересов. С 1925 года работала в Ленинградском государственном университете. С 1925 по 1928 год — в должности ассистента на Ямфаке (факультете языкознания и материальной культуры), с 1928 по 1937 год — в должности доцента на историко-лингвистическом факультете. С 1930 года — доцент ЛГИЛИ (ЛИФЛИ). В 1937—1965 годах — доцент кафедры западноевропейских языков филологического факультета ЛГУ. С 1965 года — профессор. В 20-30-х годах одновременно преподавала в Институте народного хозяйства, Государственном институте истории искусств, Торгово-Товароведном институте. В 1938—1941 годах заведовала кафедрой западноевропейских литератур II Ленинградского Педвуза Иностранных языков. Была эвакуирована из блокадного Ленинграда. В 1942—1944 годах была доцентом Саратовского педагогического института.
Была супругой филолога-классика Иосифа Моисеевича Тронского (1897—1970). В 1938 году она вслед за мужем изменила фамилию с Троцкой на Тронскую.

## Научная деятельность
Кандидатская степень была присуждена М. Л. Тронской в ЛГУ в 1938 году без защиты диссертации, по совокупности научных достижений. Основной сферой ее научных изысканий было творчество немецких и английских писателей Нового и Новейшего времени — Жана Поля, Генриха Гейне, Теодора Гиппеля, Кристофа Виланда, Фридриха Шпильгагена, Карла Морица, Лоренса Стерна. Докторская диссертация «Сатира и сентиментально-юмористический роман в немецкой литературе эпохи Просвещения» была защищена в 1963 году.

## Научные труды
- Михаил Лопатто // Одесский листок. 1919. № 127.
- Jean Pauls Theorie des Komischen in russischer Beleuchtung // Jean-Paul-Blätter. 1928. Bd 3. H. 2.
- Новейшая немецкая литература. Л., 1929.
- Жан Поль Рихтер в России // Западный сборник. 1937.
- Политические романы Шпильгагена // Ученые записки ЛГУ. 1939. № 46.
- Юношеские произведения Жана Поля // Ученые записки ЛГУ. Серия Филологические науки. 1939. Вып. 3.
- Из истории стернианства. Теодор Гиппель // Ученые записки ЛГУ. Серия Филологические науки. 1944. Вып. 9.
- Стерн — моралист // Ученые записки ЛГУ. Серия филологических наук. 1948. Вып.13.
- Гейне в оценке революционно-демократической критики // Ученые записки ЛГУ. Серия Филологические науки. 1952. Вып. 17.
- Творчество Генриха Гейне. Л.: [б.и.], 1956. 54 с.
- Французская революция и немецкая интеллигенция // Вопросы литературы. 1961. № 8.
- Немецкая сатира эпохи Просвещения. Л.: Изд-во Ленингр. ун-та, 1962. 275 с.
- Виланд-стернианец // Проблемы сравнительной филологии. Сборник статей к 70-летию В. М. Жирмунского. М.-Л., 1964.
- Немецкий сентиментально-юмористический роман эпохи Просвещения. Л.: Изд-во Ленингр. ун-та, 1965. 248 с.
- Роман К. Ф. Морица «Антон Райзер» // Научные доклады высшей школы. Филологические науки. 1966. № 2[2][3].

## Награды
- Медаль «За трудовую доблесть».